# Young Artist Award
Young Artist Award er en amerikansk udmærkelse som gives til unge udøvere inden for film, teater, TV og musik.
Prisuddelingen var tidligere kendt som Youth in Film Award frem til år 2000. Prisuddelingen er blevet omtalt som "børne-Oscar" og statuetten ligner også meget på den originale Oscar-statuette. De nominerede tager fint tøj på og går på rød løber før prisuddelingen.